# Torbjørn Bergerud
Torbjørn Sittrup Bergerud (født 16. juli 1994) er en norsk håndboldspiller, der spiller for Kolstad Håndball og det norske håndboldlandshold.